# 大西洋隆胎鳚
大西洋隆胎鳚（學名：Emblemaria atlantica），為輻鰭魚綱鳚形目煙管鳚科隆胎鳚屬的一種，分布於西大西洋美國喬治亞州至墨西哥灣東北部及百慕達群島海域，深度0至110公尺，本魚體延長，頭略尖，無刺，吻部有2條光滑的縱脊，口腔頂部前側各有一排牙齒，頭部兩側從眼睛到背鰭各有一個肉質褶皺邊緣的凹槽，眼上有1條觸鬚，無側線、無鱗片，背鰭硬棘21-22枚、背鰭軟條14-16枚，雄魚背鰭硬棘部高，最高點在在第7硬棘，臀鰭硬棘2枚、臀鰭軟條23枚，雄魚頭部和身體呈深紅棕色，側腹有一排淡淡的長方形淡色斑點，上背部有淡色的鞍狀斑紋，背鰭有斜的深色橫帶，眼和鼻觸鬚有條紋，頭部有斑點。雌體褐色，前部有斑點，側腹有6條白色橫帶，以深色勾勒線條，背鰭有斜斑點帶，體長可達7.5公分，棲息在岩礁周邊的礫石區，通常躲在蠕蟲空巢穴，以小型無脊椎動物為食，雌魚產附著性卵，由雄魚守護魚卵，生活習性不明。